# John Hart Stockton
John Hart Stockton, född 19 april 1813 i New Hope i Pennsylvania, död 25 mars 1877 i Philadelphia, Pennsylvania, var en amerikansk författare och kompositör, samt pastor i Metodistkyrkan. Han finns representerad i bland annat Psalmer och Sånger med tonsättningen av ett verk.

## Kompositioner
- Den store läkaren är här (P&S nr 600) tonsatt 1874.
- När invid korset jag böjde mig (Fridstoner 1926 som nr 100)